# Parafia Narodzenia Najświętszej Maryi Panny w Otroczu
Parafia Narodzenia NMP w Otroczu – parafia rzymskokatolicka znajdująca się w diecezji sandomierskiej w dekanacie Modliborzyce.
Do parafii należą wierni wyznania rzymskokatolickiego z następujących miejscowości: Otrocz, Kolonia Otrocz i Tokary (część I).